# Michel Giraud
Michel Giraud (* 14. Juli 1929 in Pontoise; † 27. Oktober 2011) war ein französischer Politiker.

## Werdegang
Von 1971 bis 1992 war er Bürgermeister von Le Perreux-sur-Marne und von 1977 bis 1988 war er Senator für das Département Val-de-Marne. Zwischen 1983 und 1992 war er Präsident der Vereinigung der Bürgermeister Frankreichs. Weiterhin war er Vorsitzender des Regionalrats der Île-de-France von 1976 bis 1988 und von 1992 bis 1998. Der Nationalversammlung gehörte er von 1988 bis 1993 und von 1995 bis 2002 an. Von 1993 bis 1995 war er Arbeitsminister im Kabinett von Premierminister Édouard Balladur.
Nach seiner politischen Karriere engagierte er sich seit 1998 in der Fondation de la deuxième chance zur Integration junger Menschen.